# 영지
영지(문화어: 령지, 靈芝) 또는 불로초(不老草, 학명: Ganoderma lucidum (Leyss. ex. Fr) Karst)는 담자균강 구멍장이버섯목 불로초과에 속하는 1년생 버섯으로 모양은 계통에 따라 다양하게 변화한다. 육질은 코르크 질 같고 표면은 니스를 칠한 것 같은 광택이 있다. 별명은 만년 버섯, 영지초 등이 있다. 이외에, 근친종이나 단지 영묘한 효험을 가지는 다른 버섯을 가리켜 말하는 경우도 있다.

## 개요
불로초는 일반적으로 구멍장이버섯과의 불로초를 가리켜, 그 밖에 선초(仙草), 길상버섯(吉祥茸), 영지(靈芝), 적지(赤芝) 등의 호칭으로 불리고 있다. 색에 따라서 자지(紫芝), 흑지(黑芝), 청지(靑芝), 백지(白芝), 황지(黃芝)가 있지만, 자지는 근친종으로 Ganoderma japonicum (Fr.) Lloyd로 여겨지며, 다른 네 가지 색의 불로초는 두 가지 중 하나에 속하는 경우가 많다. 성장해 건조시킨 것을 불로초로 이용하지만, 자실체는 나무의 성질로 직접적인 식용에는 적합하지 않고, 적당한 크기로 잘라, 뜨거운 물로 달여 추출액을 복용하는 것 외, 약주로 술을 담는다. 후한 시대(25-220)에 정리한 《신농본초경》에 생명을 양생하는 영약으로 기록된 이후 중국에서는 다양한 목적으로 약용으로 이용되어 왔다. 자실체는 다양한 다당류(β-글루칸)나 테르페노이드를 포함한다. 다른 버섯의 β-클루칸뿐만 아니라 항암 작용의 보고는 많지만, 대부분은 시험관이나 동물 실험으로, 사람으로의 임상 보고는 한정되어 있다.
오늘 재배법이 확립되어 있어 장식물에서부터 민간약 또는 건강식품 등 다양한 용도로 사용된다. 고대 중국에서는 불로초의 효능을 과장하여, 발견자는 이것을 채취하여 황제에게 헌상하는 것이 의무화되어 있었다. 또한 관리 등에 대한 뇌물로 사용되고 왔다고 한다. 또한 본 종은 단단하고 씹을 수 없기 때문에 직접 식용에는 적합하지 않다.
한의학, 한약 등에서 주로 다룬다.

## 효능
칼슘과 칼륨 등 무기질이 풍부하고 불포화지방산이 많이 함유되어 있어 성인병을 예방해준다. 가래 제거, 천식 완화 등 호흡기 계통 질환에 효과가 있으며, 암의 성장을 억제하고 혈관 내 콜레스테롤 함량을 낮춰주고 혈압을 내려주는 효능이 있다.

## 고르는 법
불로초는 갓 표면의 무늬가 선명한 것과 갓 뒤면의 색깔이 밝은 것을 골라야 하며, 벌레 먹은 것은 피해야 한다.